# نيء

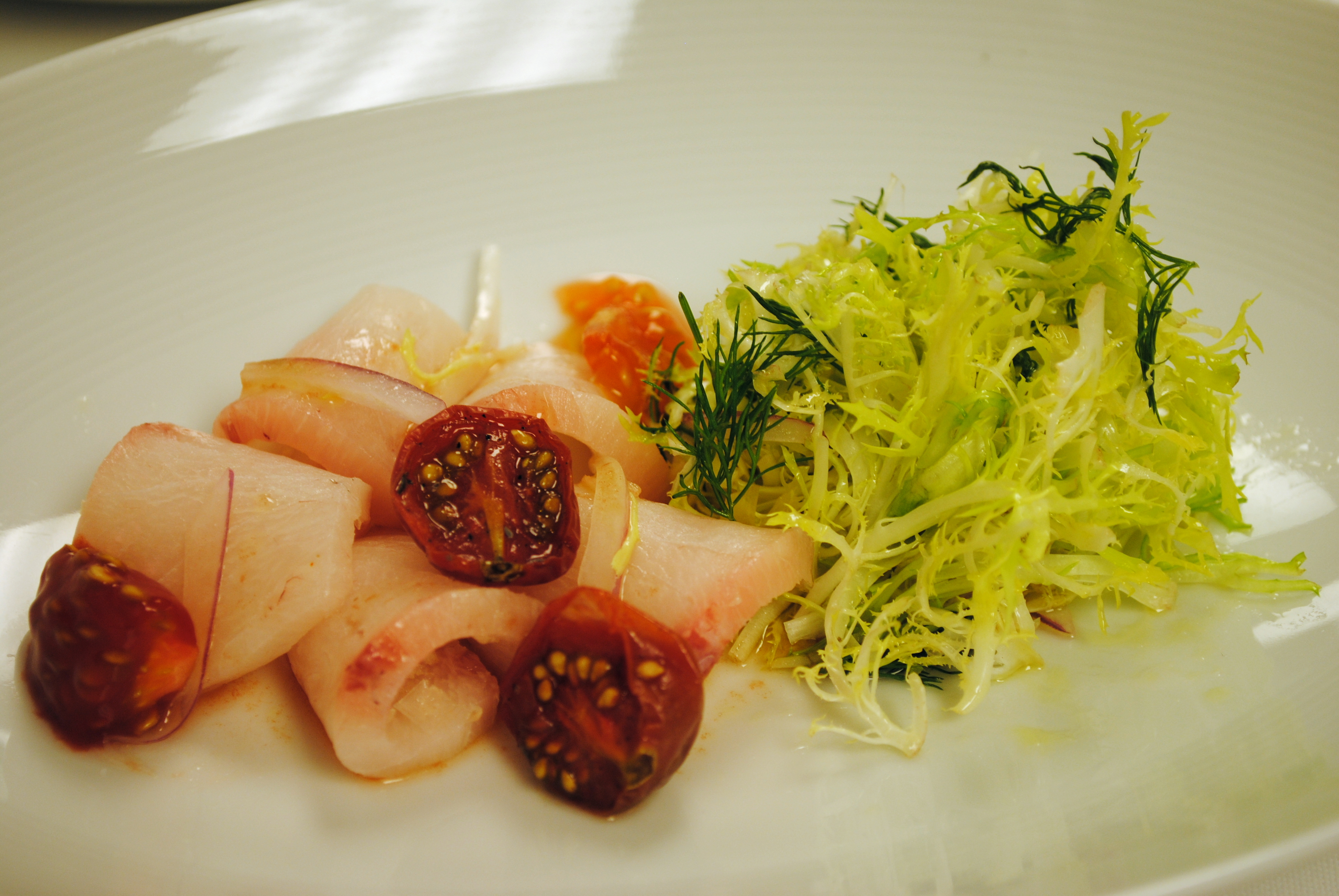
هاماشي كروودو من مطعم بالسان في فندق والدورف أستوريا شيكاغو

كلمة "Crudo" (بالإيطالية: ˈkruːdo)‏ تعني نيء. في المطبخ الإيطالي، يمكن استخدام هذه الكلمة مع العديد من الأطعمة: "pesce crudo" تعني "سمك نيء"، و"carne cruda" تعني "لحم نيء"، وهو مشابه للطعام الشهير "شريحة التتار". 
أحد أطباق "كروودو" يتكون من السمك النيء مغطى بزيت الزيتون، الملح، العصائر الحمضية (مثل الليمون أو الليمون الحامض)، والخل.
وصف الشيف والمؤلف من مدينة نيويورك، ديفيد باستيرناك، طبق الكروودو بأنه ساشيمي إيطالي.

## اقرأ أيضاً
- كربتشو
- ساشيمي
- شريحة التتار